# Baborowo
Baborowo (pol. hist. Baworowo) – wieś w Polsce położona w województwie wielkopolskim, w powiecie szamotulskim, w gminie Szamotuły.

## Historia
Miejscowość pierwotnie była związana z Wielkopolską. Istnieje co najmniej od drugiej połowy XIV wieku i ma średniowieczną metrykę. Dawniej wieś nazywała się Baworowo. Po raz pierwszy w źródłach historycznych wieś odnotowana została w łacińskim dokumencie z 1387 gdzie zapisano ją pod nazwą "Baworowo", 1403 błędnie "Barowo", 1412 "Baboworowo", 1464 "Baworow", 1499 "Baworowo Maior", 1563 "Baworowo Maius".
Początkowo wieś była własnością szlachecką należącą do wielkopolskiej szlachty z rodu Baworowskich, którzy od nazwy wsi przyjęli odmiejscowe nazwisko, a później także do Ostrorogów herbu Nałęcz, Rozwarowskich oraz Konieckich. W 1445 miejscowość leżała w powiecie poznańskim województwa poznańskiego w Koronie Królestwa Polskiego. W 1508 odnotowana została w parafii św. Stanisława w Szamotułach.
W latach 1387-1396 właścicielem we wsi był Gotard Baworowski, ojciec Jaranda. W 1391 odnotowano spór sądowy z Jarosławem z Myszkowa o „wrzeszenie”. W latach 1388-1404 wspomniany został Michał Baworowski, bratanek Gotarda. W latach 1388-1428 włwścicielem we wsi był asesor sądowy w Kościanie i Poznaniu, burgrabia kaliski oraz wicewojewoda i wicesędzia poznański Mikołaj Baworowski. W 1422 wspomniany został jego kmieć Piotr ze Chrzypska. W 1394 toczył z Dobiesławem Kwileckim proces o dziedziny Góra koło Sierakowa, Kijewice, Dzierzązna i Świniary koło Skwierzyny, które to dziedziny Baworowski miał posiadać te do rozstrzygnięcia procesu. W 1395 Mikołaj Baworowski toczył spór z Dobiesławem Kwileckim o 10 grzywien szkód w tenucie Mikołaja. W 1406 tenże zapisał wikariuszom katedry poznańskiej na Baworowie jedną grzywnę czynszu od sumy głównej 10 grzywien. W 1408 Mikołaj toczył spór z wojewodą poznańskim [Sędziwojem Ostrorogiem] o połowę Tomyśla. W 1412 Mikołaj Baworowski i jego bratanek Bodzęta w sporze toczyli spór z Wojciechem z Piotrowa o połowę sumy sprzedażnej w zamian za połowę Jeligowa. W początku XV wieku odnotowany został także w innych procesach majątkowych.
W latach 1389-1432 właścicielem we wsi był syn Gotarda Jarand Baworowski, ojciec Marcina i Michała. W latach 1419-1420 był burgrabią poznańskim, a w 1426 wicesędzią w Poznaniu. W 1397 spierał się w sądzie o Rościegniewice ze Zdzisławą Witkowską z Witkowic w parafii Kaźmierz. W 1400 toczył proces z Marcinem z Witkowa (obecnie Witkowice) dowodząc, że „Jarantow posag... zapłacon”. W sprawie tej nastąpiła ugoda, której Marcin nie dotrzymał. W pierwszej połowie XV wieku odnotowano także dwa inne jego sprawy majątkowe.
W latach 1393-1413 odnotowano Krzywosąda Baworowski. W 1399 toczył on proces o jezioro z Janem Janowskim. W XV wieku odnotowano także innych Baworowskich. W 1395 Baworowską, w 1399 Jaśka, w 1403 Wojciecha asesora na sądach w Pyzdrach, w 1406 Paszkę żonę Lorka, w 1424 Grzymkę, w 1427 Michał syna Jaranda. W latach 1427-1433 Marcina syna Jaranda, w latach 1434-1435 Dobrogosta Baworowskiego z Baworowa i Baworówka (obecnie Baborówko), a w 1434 jego żonę Barbarę.
W latach 1435-1449 wspomniany został Jan Baworowski, który w 1435 uiścił Małgorzacie żonie Chmiela z Bylina 30 grzywien długu. W 1449 jego żona Jadwiga córka zmarłego Budziwoja z Krzemieniewa sprzedała Janowi z Krzemieniewa trzecią część po ojcu oraz stryju w Krzemieniewie za 80 grzywien. W 1449 zapisał on żonie Jadwidze po 40 grzywien posagu oraz wiana na połowie Baborowa.
W 1445 Wacław II książę opawski i raciborski wraz z żoną Małgorzata z Szamotuł sprzedali Annie wdowie po kasztelanie międzyrzeckim Wincentym z Szamotuł, matce Małgorzaty wsie leżące wokół Szamotuł: Stare Miasto, Baworowo, Piotrkowo i Radzyń za tę sumę, za którą są sprzedane zostały wsie w powiecie kcyńskim: Grocholin i Gromadno, z tym warunkiem, że jeśli Małgorzata umrze bezpotomnie, to pieniądze, za które wsie Grocholin i Gromadno są sprzedane, przypadną jej matce Annie oraz jej spadkobiercom. W 1445 Małgorzata Szamotulska córka zmarłego Wincentego z Szamotuł oraz żona Wacława II raciborskiego została pozwana z dziedzin Radzim, Baworowo, Popowo, Piotrkowo przez Dziersława z Rozwarowa koło Obornik.
W 1447 Mikołaj niegdyś z Wielżyna, przebywający w Baworowie toczył spór z Wincentym z Ordzina. W 1450 Piotr Rozwarowski z Lulina zapisał swojej żonie Małgorzacie po 190 grzywien posagu oraz wiana m.in. na gaju w Baborowie.
W drugiej połowie XV wieku wieś należała do Ostrorogów herbu Nałęcz. W 1464 wniesiona została apelacja w sprawie o czynsz przez wojewodę poznańskiego Jana Ostroroga, oraz jego żonę Helenę córkę Wacława księcia raciborskiego oraz kmieciów baworowskich przeciwko Janowi zwanemu Giecz altaryście z kościoła Marii Magdaleny, a później plebanowi w Wilczynie. W 1486 odnotowany został Jan Jarand z Baworowa. W 1511 w procesie altarysty katedry poznańskiej przeciwko Stanisławowi Ostrorogowi świadek zeznał, że po 1466 Jan Ostroróg jako właściciel Baborówka płacił altaryście altarii Czterech Doktorów w katedrze poznańskiej co roku 10 grzywien szer. groszy czynszu przez trzy lata, a czwartego roku odmówił jego płacenia..
W 1499 wieś odnotowano w wykazie zaległości podatkowych. W 1508 Baborowo zapłaciło wiardunki wojenne z 10 łanów. W 1513 kasztelan kaliski Stanisław Ostroróg zastawił Mikołajowi z Kretkowa wojewodzie brzeskiemu wsie Pamiątkowo, Baborowo i Radzyń za 1100 złotych węgierskich. W 1540 Baborowo było własnością Ostrorogów. W 1563 miał miejsce we wsi pobór podatkowy od 10 łanów oraz dwóch karczm. W 1578 pobrano podatki od 10 łanów po 20 groszy, a od dwóch karczm po 12 groszy. W 1580 miał miejsce pobór z 10 łanów, od 2 karczmarzy na cząstkach roli po 6 groszy, a płatnikiem poboru podatkowego był Jan Koniecki.
Wieś szlachecka Baborowo maius położona była w 1580 roku w powiecie poznańskim województwa poznańskiego w Rzeczypospolitej Obojga Narodów. Wskutek II rozbioru Polski w 1793, miejscowość przeszła pod władanie Prus i jak cała Wielkopolska znalazła się w zaborze pruskim.. W latach 1975–1998 miejscowość administracyjnie należała do województwa poznańskiego.
We wsi do rejestru zabytków wpisano: szkołę murowaną z pierwszej ćwierci XX wieku oraz pozostałości zespołu dworsko-folwarcznego (sam dwór rozebrano w latach 70. XX wieku, był własnością RSP Baborowo). Pozostały: obora z 1896, spichlerz z końca XIX wieku, ośmiorak z początku XX wieku i budynek inwentarski z końca XIX wieku.